# Bose Omolayo
Bose Omolayo, née le 1er février 1989 à Igbuzo (en) (Nigeria), est une haltérophile handisport nigériane concourant en -79 kg. En 2021, elle réussit le doublé en remportant le titre paralympique puis le titre mondial.

## Carrière
Aux Jeux du Commonwealth de 2014, elle remporte la médaille d'argent en -74 kg avec une barre à 113,4 kg, derrière sa compatriote Loveline Obiji. Deux ans plus tard, elle rafle son premier titre paralympique aux Jeux de Rio.
Lors des Jeux paralympiques d'été de 2020, elle s'offre son second titre paralympique avec une barre à 141 kg. En novembre, elle bat le record du monde en soulevant 144 kg pour remporter le titre aux Mondiaux à Tbilissi.